# Паніпак Вонгпаттанакіт
Паніпак Вонгпаттанакіт (тай. พาณิภัค วงศ์พัฒนกิจ, нар. 8 серпня 1997) — таїландська тхеквондистка, олімпійська чемпіонка 2020 та 2024 років, бронзова призерка Олімпійських ігор 2016 року.

## Виступи на Олімпіадах
| Олімпіада           | Дисципліна | Місце |
| ------------------- | ---------- | ----- |
| Ріо-де-Жанейро 2016 | до 49 кг   | 3     |
| Токіо 2020          | до 49 кг   | 1     |
| Париж 2024          | до 49 кг   | 1     |